# نوریا گونسالس
نوریا گونسالس (اسپانیایی: Nuria González‎؛ زادهٔ ۱۹۶۲) بازیگر اهل اسپانیا است.
از فیلم‌ها یا مجموعه‌های تلویزیونی که وی در آن‌ها نقش داشته است، می‌توان به عروس کولی، خانواده سرانو، کارآگاهان خصوصی، ۳۰ سکه، فیزیک یا شیمی و معجزه پی. تینتو اشاره نمود.